# Polizeidrohne

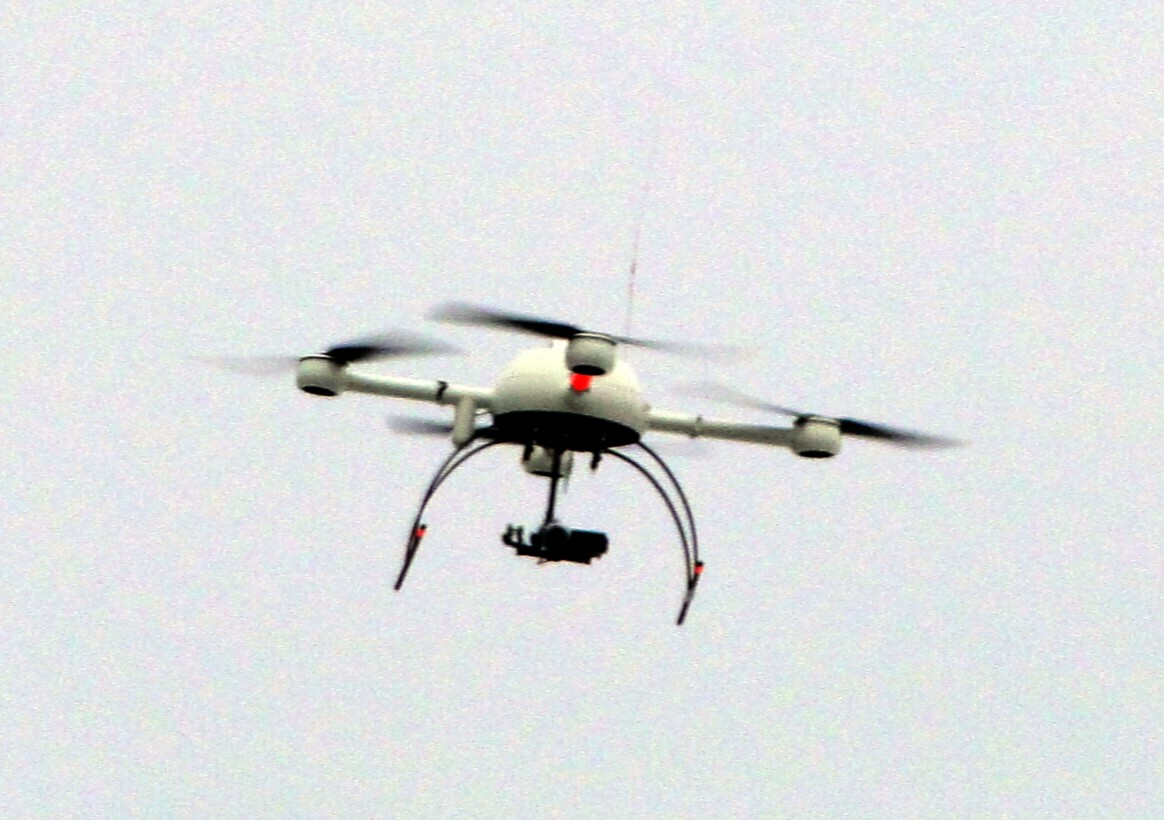
Polizeidrohne während eines Einsatzes

Polizeidrohnen (kurz UAS-Pol für englisch Unmanned-Aircraft-System Police ‚unbemanntes-Flugsystem-Polizei‘) sind unbemannte Fluggeräte, die von der Polizei zu Aufklärungs- und Ermittlungszwecken eingesetzt werden.

## Technik
Die unbemannten Luftfahrzeuge wiegen bis zu 10 kg. Die von der Polizei eingesetzten Fluggeräte gleichen Modellhubschraubern mit vier bis acht Rotoren, sogenannten Quadro-, Hexa- oder Oktokoptern. Sie können bis zu 500 Meter hoch fliegen, je nach Kamera liefern sie unbemerkt Fotos oder Videos. Meistens sind die Kameras beweglich und werden ferngesteuert. Die Bilder werden per VHF- oder UHF-Funklink direkt an eine Bodenstation übertragen. Bei kleineren Systemen, wie sie bisher von der deutschen Polizei verwendet werden, besteht die Bodenstation aus einem Laptop mit Peripherie, bei größeren Geräten aus einem Leitstand, der teilweise von zwei Operatoren besetzt ist. Je nach Ausführung verfügen die Geräte auch über spezielle Sensortechnik, wie Wärmebildkameras und Nachtbildkameras.
Der Auftrieb wird meist im Gegensatz zu Modellhubschraubern durch geräuscharme Elektromotoren erzeugt, was den Vorteil der Unauffälligkeit hat, aber durch begrenzte Akkukapazität zu relativ kurzen Flügen führt. Moderne Geräte verfügen über Kreiselinstrumente und Beschleunigungssensoren (Accelerometers).

## Einsatz
Drohnen werden in den Vereinigten Staaten, in Großbritannien, Frankreich und den Niederlanden in größerem Stil von der Polizei eingesetzt. Weltweit laufen verschiedene Projekte zur Entwicklung einsatztauglicher, teilweise autonom operierender Mikrodrohnen. Teilweise sollen sie als „Schwarm“ dauerhaft in der Luft bleiben. Bei den Entwicklungsanforderungen verschwimmt häufig die militärische und die polizeiliche Nutzung.

### Deutschland
In Deutschland nutzen die Bundespolizei sowie die Landespolizeien von Baden-Württemberg, Bayern, Berlin (seit 2009), Hessen, Niedersachsen, Nordrhein-Westfalen, Rheinland-Pfalz, Saarland und Sachsen verschiedene Polizeidrohnen (Stand: 2018). Bei den Landespolizeien von Brandenburg (seit 2018 im Test), Mecklenburg-Vorpommern (ab 2019), Sachsen-Anhalt (Tests 2018) und Schleswig-Holstein (2018 Planungen begonnen) befinden sich Drohnen im Test bzw. Beschaffungsprozess (Stand: 2018).
| Typ                                  | Hersteller                           | Nutzer                                                                            | Technische Daten / Ausstattung |
| ------------------------------------ | ------------------------------------ | --------------------------------------------------------------------------------- | --- |
| HD6-1000                             | exabotix                             | Polizei Bayern Polizei Baden-Württemberg Wasserschutz Polizei Hamburg LKA Hamburg | Der HD6-1000 ist ein Flugrobotersystem des niedersächsischen Herstellers exabotix mit Sitz in Bad Lauterberg (Harz). Die Drohne wird von 6 leisen Elektromotoren angetrieben und kann maximal 45 Minuten in der Luft bleiben. Ausgestattet werden kann das Gerät mit unterschiedlichsten Nutzlasten wie Wärmebildkamera, Tag- und Nachtkameras, Zoom-Kameras, aber auch Gassensoren. Der Durchmesser der Drohne beträgt 1 Meter, die maximale Geschwindigkeit 60 km/h, die Funkreichweite bis zu 4 Kilometer und das Abfluggewicht kann maximal 9,5 kg betragen. |
| Sensocopter                          | Diehl BGT Defence / microdrones GmbH | Polizei Sachsen                                                                   | |
| EMT Aladin                           | EMT-Penzberg                         | Bundespolizei                                                                     | Die Drohne hat eine Reichweite von maximal 15 Kilometern, eine Flugzeit von 60 Minuten, eine Höchstgeschwindigkeit von 90 km/h und 1,46 Meter Länge bei einem Gewicht von 4 kg. Ausstattung: Bilderfassung von Objekte mithilfe eines differentialen GPS. |
| EMT Fancopter                        | EMT-Penzberg                         | Bundespolizei, Polizei Sachsen                                                    | Kann in Häuser hineinfliegen und ausgestattet werden mit Tageslicht-Videokamera, einer Dämmerungs-Videokamera, einer IR-Wärmebild-Videokamera oder einer hochauflösenden Fotokamera sowie Mikrofon, einer gesteuerten Zoom-Videokamera, chemischen Sensoren oder Radioaktivitäts-Sensoren. |
| AirRobot AR 100-B                    | AirRobot                             | Polizei Nordrhein-Westfalen                                                       | |
| AirRobot AR 200-X6                   | AirRobot                             | Polizei Nordrhein-Westfalen                                                       | |
| Multirotor Eagle G4 Polizei          | service-drone.de GmbH                | Landeskriminalamt Berlin (Kriminaltechnisches Institut)                           | 2009 in Dienst gestellt |
| Multirotor Surveying Robot Polizei   | service-drone.de GmbH                | Landeskriminalamt Berlin (Kriminaltechnisches Institut)                           | speziell für die Tatortdokumentation entwickelt und mit einer hochauflösenden Vollformatkamera bestückt; Maße: 84 cm Durchmesser, 54 cm Höhe, 5 kg; 2017 in Dienst gestellt |
| Eigene Entwicklung aus Modellbausatz | -                                    | Polizei im Saarland                                                               | Optische Aufklärungseinheit (Digitalkamera, Platinenkamera, Videoübertragung) und ein Fernsteuerungs- und Telemetriesystem. |

#### Nutzung
Die Polizei sieht ein weites Einsatzfeld für Drohnen: Einsätze bei Großdemonstrationen, Entführungen und Geiselnahmen, Überwachung von Bahnanlagen und Tatortaufnahmen. Obwohl die Flugobjekte mit einem Anschaffungspreis von rund 50.000 Euro pro Stück relativ teuer sind, hofft die Polizei langfristig sogar die Ausgaben bei Einsätzen durch bessere Aufklärung deutlich zu reduzieren.
Im November 2017 präsentierte der bayrische Innenminister Joachim Herrmann die sechs Drohnen, die ab Januar 2018 in einem Erprobungskonzept der bayrischen Polizei eingesetzt werden. Die Multicopter sollen Gefahrens- und Schadenslagen dokumentieren, sowie bei der Tatortaufnahme mit hochauflösenden Kameras unterstützen. Einsätze bei Demonstrationen seien nicht geplant.
Im März 2010 gab das Innenministerium Nordrhein-Westfalens bekannt, dass die Landespolizei Drohnen teste.
2008 startete die Landespolizei in Sachsen ein erstes Pilotprojekt mit Flugdrohnen. Dort wurde der „Sensocopter“ eingesetzt und seitdem nach Polizeiangaben erfolgreich im Kampf gegen Hooligans verwendet. Diese Drohne wurde vom Überlinger Rüstungskonzern Diehl BGT Defence in Kooperation mit der Firma Microdrones entwickelt. Nach erfolgreichem Einsatz des „Sensocopters“ ging die Polizei Sachsens dazu über jetzt ein schwereres Fluggerät mit höherer Reichweite und besserer Windbeständigkeit zu testen. Die Erprobungsphase der zuletzt geleasten Drohne MD4-1000 war am 30. September 2010 offiziell abgeschlossen. Das Gerät kostet 65.000 Euro. Die Erprobung der Drohnen brachte laut Sächsischer Zeitung nicht die erhofften Erfolge. Es gab auch Probleme bei der Handhabung dieser Drohne, inklusive Abstürzen und Zusammenstößen.
Von 2008 bis Frühjahr 2010 hatten zwei Drohnen 18 offizielle Einsätze. Die Drohnen starteten bei Fußballspielen, bei der Suche nach Cannabispflanzen in Maisfeldern und der Aufklärung von Einbrüchen. Die Gesamtkosten für das Projekt lagen bis Anfang 2010 bei über 110.000 Euro. Die Drohnen sind bei der Landespolizeidirektion Zentrale Dienste und im Landeskriminalamt stationiert.
Die Bundespolizei nutzte zunächst zwei Drohnen Aladin und Fancopter der deutschen Firma EMT-Penzberg. Diese wurden vor allem für Aufklärungsflüge der Spezialeinheit GSG 9 genutzt. Die Drohne Aladin wurde ursprünglich für eine militärische Nutzung durch die Bundeswehr entwickelt und hat eine Reichweite von 15 Kilometern bei einer maximalen Flugzeit von 60 Minuten. Neben der Bilderfassung werden Objekte mithilfe eines differentialen GPS geortet. Das Gerät fliegt 45 bis 90 km/h schnell und hat eine Spannweite von 1,46 Meter bei einem Gewicht von 4 kg.
Der Fancopter wurde speziell für den „urbanen Bereich“ entwickelt. Es handelt sich um ein völlig autonomes System, das mit einem Durchmesser von 50 Zentimetern und einer Höhe von etwa 60 Zentimetern in Häuser hineinfliegen kann. Der Fancopter kann eine Höhe von bis zu 1000 Metern erreichen und 25 Minuten in der Luft bleiben. Das Abfluggewicht beträgt 1,5 kg. Zur Ausstattung können eine Tageslicht-Videokamera, eine Dämmerungs-Videokamera, eine IR-Wärmebild-Videokamera oder eine hochauflösende Fotokamera gehören. Das Gerät kann auch mit einem Mikrophon, einer gesteuerten Zoom-Videokamera, chemischen Sensoren oder Radioaktivitätssensoren ausgestattet sein. Die Bundespolizei testet im Auftrag der Innenministerkonferenz neben Aladin und Fancopter der Firma EMT auch Drohnen von AirRobot in ihrem Labor in Lübeck.
Bei den Europameisterschaften 2008 in der Schweiz und Österreich sah die „Sicherheitsarchitektur“ für das polizeiliche Großereignis den Einsatz von Drohnen vor. Beim G8-Gipfel im Mecklenburg-Vorpommern und den Protesten gegen den Gipfel wurden von der Polizei Drohnen eingesetzt.
Castor 2010
Während der Protestaktionen gegen den Castor-Transport zum Zwischenlager Gorleben im Jahr 2010 setzte die Polizei Niedersachsen die Aufklärungsdrohne MD4-200 ein. Das Fluggerät wurde laut einer Sprecherin der Polizeidirektion Lüneburg viermal verwendet. Genutzt worden seien die Daten zur Luftaufklärung, Einsatzführung, Beweissicherung und Dokumentation. Ziel war es laut Polizei, mit den Aufnahmen auch nachträglich Straftaten aufzuklären. Die Bilder der Mini-Drohne wurden in Echtzeit an deren Bodenstation übertragen und dort aufgezeichnet.

#### Kritik
Nach dem Drohneneinsatz beim Castor-Transport 2010 übte der Niedersächsische Landesdatenschutzbeauftragte starke Kritik am Einsatz. Ein Vertreter sagte gegenüber dem NDR: „In der Verfahrensbeschreibung müsste die Polizei niederlegen, für welche Einsatzzwecke die Drohne wirklich eingesetzt wird. Also müsste man erstmal wissen, was die Polizei mit der Drohne wirklich erreichen will. Und das ist bisher nicht geschehen. Somit betreibt die Polizei diese Anlage seit dem ersten Testbetrieb ohne gesetzliche Grundlage.“
Nach dem Bekanntwerden des Drohneneinsatzes bei den Castor-Protesten 2010 bezeichnete die Bürgerinitiative Lüchow-Dannenberg die Ausspähung der Demonstranten als „rechtlich äußerst problematisch“. „Fotos und Videoaufnahmen der Drohne verletzen das Persönlichkeitsrecht von Demonstranten“, kritisierte ein Sprecher.

#### Rechtliches
Zur Bedienung der UAV ist eine entsprechende fachliche Qualifikation nötig. „Luftfahrzeugfernführer“ nennt die Polizei Beamte, die über diese Zusatzqualifikation verfügen. Für die Steuerung der kleinen Mikrodrohnen reichen kurze „Luftfahrzeugfernführer“-Fortbildungen. In Niedersachsen wurden laut Auskunft des Innenministeriums sechs Polizeibeamte im Rahmen einer zweitägigen Schulung „eingewiesen und zertifiziert“. Im Falle eines Schadens haftet die Polizei, da eine Versicherung für die Geräte nicht existiert.
Nach Angaben der Polizei werden mit den Drohnen „Übersichtsaufnahmen“ aus großer Höhe erstellt, die datenschutzrechtlich unproblematisch sind.
Das Bundesinnenministerium hat die Bundespolizei mit der Durchführung eines Projektes zur „Validierung von UAS zur Integration in den Luftraum“ (VUSIL) beauftragt. Das Projekt soll Erkenntnisse zu Anforderungen an die Lufttüchtigkeit (Gestaltung, Ausführung und Ausrüstung der Drohnen) sowie der Teilnahme am Flugverkehr (Flugbetrieb in verschiedenen Lufträumen, Vermeidung von Zusammenstößen, Einhaltung der Ausweichregel) liefern. VUSIL soll nachweisen, dass eine sichere Teilnahme am Flugverkehr mit UAS möglich ist. Geprüft werden Notlandeverfahren, die Sicherheit von Funkverbindungen, eingesetzte Sensorik, Luftraumeinteilungen und Höhenstaffelungen.
Anfang 2010 verschärfte die Bundesregierung die Luftverkehrsordnung, danach dürfen unbemannte Fluggeräte mit einem Gewicht von mehr als 25 Kilogramm nur noch in Ausnahmefällen gestartet werden. Sie dürfen nur in einem isolierten Bereich fliegen, solange sie keine Gefahr für die öffentliche Sicherheit und Ordnung darstellen. Bundeswehr und Polizei sind nach diesem Gesetz nicht an diese Vorgaben gebunden.
Verkehrsminister Peter Ramsauer sagte in dem Zusammenhang im November 2010 der Süddeutschen Zeitung: „Mit Drohnen darf es keine Experimente zu Lasten der Sicherheit geben, ihr Betrieb wirft noch zu viele Fragen auf“. Die europäische Flugsicherheitsbehörde Eurocontrol empfiehlt, militärische und zivile UAVs sollten nur im abgesperrten Luftraum unterwegs sein, weit weg von allem anderen Flugverkehr.

### Europäische Union
In einem EU-Programm wird vorgeschlagen, dass Polizisten künftig mit Drohnen auf Streife gehen sollen. Die Drohnen sollen demnach Verdächtige ausmachen, observieren, verfolgen und den Beamten am Boden alle notwendigen Informationen für einen Zugriff sowie möglicherweise gleich auch Beweise für ein Gerichtsverfahren liefern.
In einem Forschungsprojekt der EU-Grenzschutzagentur Frontex werden sogenannte Border Security Unmanned Aerial Vehicles (BSUAV) zur Kontrolle der Außengrenzen sowie zur Terrorismusbekämpfung entwickelt. Das Programm ist im Wissenschaftsförderprogramm mit dem Kürzel FP7 integriert und kostet etwa 5 Millionen Euro. OPARUS, das Projekt zur Entwicklung der europäischen Drohne, wird unter Beteiligung eines Konsortiums der Unternehmen Sagem, BAE Systems, Leonardo, Thales, EADS, Dassault Aviation, ISDEFE, Israel Aircraft Industries und anderer vorangetrieben. Ziel ist es, „eine offene Architektur für ein unbemanntes Fluggerät zu entwickeln, das unbewaffnete Luft-Boden-Operationen in einem großen Radius über Land und See ausführen kann.“ (“elaborate an open architecture for the operation of unmanned air-to-ground wide area land and sea border surveillance platforms in Europe”.) Das Konsortium wurde mit einem Budget von 11,8 Millionen Euro von der EU ausgestattet. Das EU-Projekt AEROCEPTOR untersucht im Rahmen ziviler Sicherheitsforschung den Einsatz mit nichttödlichen Waffen bewaffneter Drohnen, um „nichtkooperative“ Land- und Seefahrzeuge zu stoppen.

### Großbritannien
In Großbritannien schwebte zu den Olympischen Spielen 2012 ein bis zu 22 Meter langes unbemanntes Flugobjekt über London, ausgestattet mit Infrarotsensoren und leistungsfähigen Kameras zur Überwachung der Aktivitäten.
Der Hersteller von militärischen Drohnen BAE Systems adaptierte einige seiner Geräte für die zivile Nutzung. Seit 2009 arbeitet ein Konsortium, an dem u. a. BAE beteiligt ist, unter Führung der Polizei Kent an einer Polizeidrohne. Ziel ist es eine alltagstaugliche Drohne zu entwickeln (… integration „into the routine work of the police, border authorities and other government agencies“ across the UK). In der Planungsphase war ein maritimer Einsatz angedacht. Auch sollten die gewonnenen Daten an private Firmen verkauft werden. Ein Prototyp der entwickelten Drohne sollte Ende 2010 zu Testflügen starten.
Die Luftfahrtbehörde Civil Aviation Authority entwickelt eine Lizenzierung für den Betrieb von UAVs im zivilen Luftraum.

### Niederlande
Drogenfahnder in den Niederlanden suchen mit dem acht Stunden lang flugfähigen „Cana-Chopper“ illegale Marihuana-Plantagen. Der „Cana-Chopper“ – ein Wortspiel aus Cannabis und Chopper (englisch Umgangssprache für Hubschrauber) – wurde von der niederländischen Polizei speziell für die Drogenfahndung entwickelt. Er wird vom Boden aus mit einem Laptop gesteuert, wodurch er sehr flexibel einsetzbar und außerdem viel billiger als ein richtiger Hubschrauber sei, wie ein Sprecher der Niederländischen Polizei erklärte. Einen ersten Erfolg gab es schon in der Testphase im April 2009: Durch die neue Luftüberwachung konnte bereits bei Doetinchem eine Hanfplantage ausgehoben werden.
Der Mini-Helikopter ist mit umfangreicher Technik ausgestattet. Neben einer herkömmlichen Kamera gehören auch eine Wärmekamera sowie eine Glocke, die Luft ansaugen und ihre Bestandteile analysieren kann, zur Ausstattung. Die Sensoren reagieren auf Hanfgeruch. Obwohl der illegale Drogenanbau häufig in Innenräumen stattfindet, kann der Hanfgeruch dennoch durch die Sensoren aufgespürt werden.

### Schweiz
Die Schweizer Grenzwache setzt in der ganzen Schweiz Drohnen zur Bekämpfung der grenzüberschreitenden Kriminalität und des organisierten Schmuggels ein. Während der Fußball-Europameisterschaft 2008 setzten die Städte Basel, Bern und Zürich im Rahmen des Sicherheitsdispositivs ebenfalls Drohnen ein, nachdem diese bereits ab November 2007 mehrmals testweise zum Einsatz kamen.

### USA

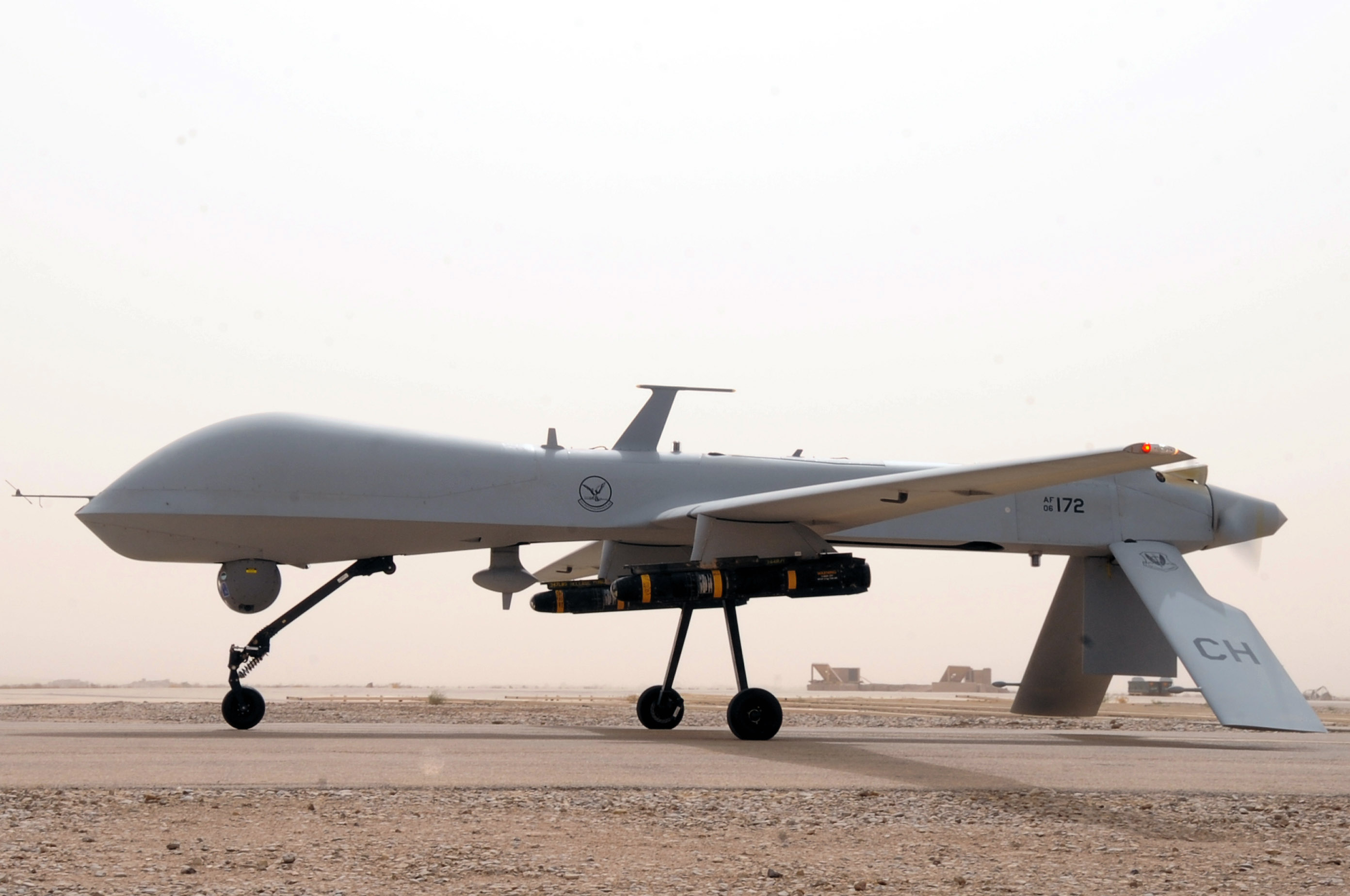
„Predator“ wie er in den USA zur Grenzüberwachung eingesetzt wird.

In einem Forschungsprojekt im US-amerikanischen Georgia wird der Einsatz von Drohnen in „Schwärmen“ getestet. Drohnen könnten quasi im „Schichtflug“ pausenlos ganze Stadtteile überwachen und sich per intelligenter Software selbst steuern. Das zum Department of Homeland Security gehörende Customs and Border Protection (CBP) Bureau setzt das Modell Predator B zur Grenzüberwachung an der Grenze zu Mexiko ein.